# Andrew Bradford
Andrew Bradford (1686 – 24. november 1742) var en amerikansk bogtrykker i kolonitidens Philadelphia. Han udgav den første avis i Pennsylvania i 1729. Han var søn af William Bradford, der ligeledes var bogtrykker, og barnebarn af to andre. 
I 1692 flyttede familien til New York, hvor han blev oplært i trykkerifaget af sin far. Han vendte dog tilbage til Philadelphia i 1712 hvor han åbnede sit egen trykkeri. Den 22. december 1719 begyndte han udgivelsen af det amerikanske ugeblad American Weekly Mercury, og han fortsatte på avisen indtil sin død. Han underviste også sin nevø William Bradford i trykkefaget, og på et tidspunkt ansatte han Benjamin Franklin, da Franklin første gang kom til Philadelphia.